# Defia Rosmaniar
Defi Rosmaniar, née le 25 mai 1995 à Bogor, est une taekwondoïste indonésienne. Elle remporte la première médaille d'or de l'histoire de l'Indonésie lors des Jeux asiatiques de 2018.

## Jeunesse
Au collège, elle est obligée par son école à choisir un sport extrascolaire et elle choisit le taekwondo avec l'appui de son père. Elle débute d'abord par le kyorugi, le combat entre deux adversaires mais à cause de fréquentes blessures, son entraîneur lui conseille de se tourner vers le poumsé. Son père meurt alors qu'elle s'entraîne pour les Jeux asiatiques en Corée du Sud.
Elle fait des études d'éducation sportive à l'Université d'État de Jakarta.

## Carrière
Defi Rosmaniar intègre l'équipe nationale indonésienne en 2012. L'année suivante, elle participe à sa première compétition internationale lors des Jeux d'Asie du Sud-Est de 2013 qui se tiennent à Naypyidaw en Birmanie. Elle y remporte le bronze en poumsé individuel et par équipe. La même année, elle se blesse.
Lors des Jeux asiatiques en salle 2017 à Achgabat au Turkménistan, elle remporte la médaille de bronze au poumsé féminin avec 111,3 points. Quelques mois plus tard, aux Jeux d'Asie du Sud-Est de 2017 à Kuala Lumpur, elle est médaillée de bronze en individuel. Peu avant ces Jeux, elle promet que si elle monte sur le podium, elle commencera à porter le hidjab, ce qu'elle fait.
Le 19 août 2018 aux Jeux asiatiques à Jakarta, elle remporte la première médaille d'or de son pays en poumsé féminin en battant l'Iranienne Salahshouri Marjan,. C'est la première fois que le poumsé féminin est inscrit comme épreuve aux Jeux asiatiques, ce qui fait d'elle la première championne des Jeux de l'histoire. Cette année-là, elle est choisie par la marque de sport Noore comme ambassadrice avec trois autres athlète voilées : les grimpeuses Aries Susanti Rahayu, Puji Lestari et la skateboardeuse Nyimas Bunga Cinta. En mai, elle remporte l'or aux Championnats d'Asie à Hô-Chi-Minh-Ville.
Elle participe également aux Universiade d'été de 2019 à Naples et termine 5e au poumsé par équipe mixte et 7e en individuel. 
Elle est le sujet de la première vidéo de la série Born a Legend créée par ESPN et TCL.

## Palmarès
| Date | Compétition              | Lieu              | Place | Épreuve    |
| ---- | ------------------------ | ----------------- | ----- | ---------- |
| 2013 | Jeux d'Asie du Sud-Est   | Naypyidaw         | 3e    | individuel |
| 2013 | Jeux d'Asie du Sud-Est   | Naypyidaw         | 3e    | par équipe |
| 2017 | Jeux asiatiques en salle | Achgabat          | 3e    | individuel |
| 2017 | Jeux d'Asie du Sud-Est   | Kuala Lumpur      | 3e    | individuel |
| 2018 | Jeux asiatiques          | Indonésie         | 1re   | individuel |
| 2018 | Championnats d'Asie      | Hô-Chi-Minh-Ville | 1re   | individuel |
| 2019 | Universiade              | Naples            | 7e    | individuel |
| 2019 | Universiade              | Naples            | 5e    | par équipe |